# Alafua
Alafua ist ein Ort im Vorstadtgebiet der Hauptstadt Apia von Samoa. Er gehört zum Bezirk Tuamasaga und zum Faleata District. Alafua hatte 2016 1.347 Einwohner.

## Geographie
Der Ort liegt südlich des Zentrums der Hauptstadt zwischen Sinamoga und Moamoa am Fluss Papase‘ea und am Fuße des Mount Vaea (472 m). Im Westen schließt Tunaimato an. Im Ort befindet sich ein Campus der University of the South Pacific. Die nächstgelegene Schule ist die Robert Louis Stevenson School, ein privates Institut im benachbarten Dorf Lotopa.

## Kultur
In Alafua ließen sich in der Zeit des Kolonialismus zahlreiche europäische Familien nieder, zum Beispiel die Familien Huffnagel, Arp, Wendt und Stünzner. In Alafua gibt es zwei Highschools: St. Joseph’s College von den Maristen-Schulbrüdern und Don Bosco Tech von den Salesianern.
Das Gebiet gilt als Wohngebiet der Oberklasse. Anders als in ursprünglichen samoanischen Dörfern gibt es keine Matai (Häuptlinge).
Die Einwohner sind mehrheitlich christlich (ca. 98 %). In Alafua gibt es eine Kirche der The Church of Jesus Christ of Latter-day Saints (LDS Church) und die Alafua Methodist Church.

## Klima
Nach dem Köppen-Geiger-System zeichnet sich durch ein tropisches Klima mit der Kurzbezeichnung Am aus. Ebenso wie die anderen Orte Samoas wird Alafua gelegentlich von Zyklonen heimgesucht.